# Senzori cu fibră optică
Un Senzor cu fibră optică este un senzor care folosește fibra optică fie ca un element de detecție ("senzori intrinseci"), fie ca și comutator de semnale de la un senzor la componenta electronică ce procesează semnale("senzori extrinseci"). Fibra optică are multe utilizări în detecția la distanță. În funcție de aplicație, fibra optică poate fi folosită datorită dimensiunilor sale reduse, sau pentru că nu este necesară folosirea nici unei surse de energie electrică în locația controlată de la distanță, sau din cauză că mulți senzori pot fi multiplexați de-a lungul fibrei folosind diferite lungimi de undă ale luminii pentru fiecare dintre aceștia, sau prin detectarea întârzierii temporale în timp ce lumina trece de-a lungul fibrei prin fiecare senzor. Întârzierea poate fi determinată folosind un dispoztiv numit Reflectometru Optic ce lucrează în domeniul timp.
	Senzorii cu fibră optică, de asemenea, sunt imuni la interferențe electromagnetice, și nu conduc electricitatea, astfel ca aceștia pot fi folosiți în locații unde există tensiuni foarte înalte sau materiale inflamabile precum combustibilul pentru avioane. Acești senzori pot fi, de asemenea,  proiectați să reziste la temperaturi foarte înalte.

## Senzori Intrinseci
Fibrele optice pot fi folosite ca senzori pentru a măsura întinderea mecanică, temperatura, presiunea și alți parametrii prin modificarea fibrei astfel încât parametrii de măsurat modulează intensitatea, faza, polarizarea, lungimea de undă sau timpul de tranzit al luminii în fibră. Senzorii care detectează intensitatea luminii sunt cei mai simpli, din moment ce o simplă sursă și un detector sunt necesare. O caracteristică particulară a senzorilor intrinseci este aceea că, dacă este necesar, aceștia pot furniza o sensibilitate distribuită pe distanțe foarte mari.
	Temperatura poate fi măsurată folosint o fibră care are pierderi evanescente care variază odată cu aceasta , sau analizând împrăștierile inelastice ale fibrei optice. Tensiunea electică poate fi detectată prin efecte optice nelineare într-o fibră dopată special, care alterează polarizarea luminii în funcție de tensiunea sau câmpul electric. Senzorii de măsurare a unghiurilor pot fi bazați pe efectul Sagnac.
	Fibrele speciale ca fibrele optice cu grilă pe distanță lungă (LPG) pot fi folosite pentru recunoașterea direcției . Grupul de cercetare al fotonilor din cadrul Universității Aston din UK are unele publicații pe tema Senzorilor de detecție a îndoirii vectorilor.
	Fibrele optice pot fi folosite ca și hidrofoane pentru sonare și detectoare seismice. Au fost dezvoltate sisteme hidrofonice cu mai mult de o sută de senzori pe fiecare cablu de fibră optică. Sistemele senzoriale hidrofonice sunt folosite în industria petrolieră precum și de către marina câtorva țări. Compania Germană Sennheiser a dezvoltat un microfon laser pentru utilizarea sa cu fibrele optice.
	Un microfon ce funcționează pe fibră optică și căștile bazate pe aceasta sunt utile în zone cu câmpuri magnetice sau electrice puternice, precum comunicația dintre doctorii ce executa o operație ghidată pe un pacient ce se afla în interiorul unui dispozitiv de realizare a RMN-ului.
	Senzorii cu fibre optice pentru temperatură și presiune au fost dezvoltați pentru măsurătorile realizate în interiorul puțurilor de petrol. Senzorul cu fibră optică este potrivit pentru acest mediu deoarece acesta funcționează la temperaturi foarte mari unde senzorii realizați cu semiconductoare nu rezistă. (detectarea distribuită a temperaturii)
	Fibrele optice pot fi transformate în senzori interferometrici ca giroscoape cu fibră optică, acestea fiind folosite în interiorul avionului Boeing 767 și în unele modele de mașini pentru scopuri de navigație. Acestea sunt folosite, de asemenea, și în crearea senzorilor de hidrogen.
	Senzorii cu fibră optică au fost dezvoltați să măsoare temperatura cât și întinderea mecanică simultan cu foarte mare precizie folosind grile Bragg pentru fibra optică.  Acest lucru este folositor în particular atunci când este necesară achiziția informațiilor de la structuri mici și complexe. Efectele de împrăștiere Brillouin pot fi folosite pentru a detecta întinderea mecanică și temperatura de la distanțe mai lungi (20–30 kilometri).

## Alte exemple
Un senzor cu fibre optice pentru tensiune continuă sau alternativă în domeniul tensiunilor medii și înalte (100–2000 V) poate fi creat prin inducerea unei cantități considerabile de nelinearități Kerr în fibra optică monomod prin expunerea la un câmp electric extern, a unei lungimi calculate de fibră optică. Tehnica de măsurare este bazată pe detecția polimetrică și astfel înalta fidelitate este obținută într-un mediu industrial.
Câmpurile electromagnetice de înaltă frecvență (5 MHz–1 GHz) pot fi detectate prin introducerea efectelor în fibră printr-o structură potrivită. Fibra folosită este proiectată astfel încât efectul Faraday și efectul Kerr cauzează schimbări de fază considerabile în prezența unui câmp extern. Fibra optică împreună cu un senzor proiectat potrivit, poate fi folosită în măsurarea unor parametri electrici și magnetici diverși cât și a parametrilor interni ai materialului fibrei optice.
	Puterea electrică poate fi măsurată într-o fibră optică folosind un grup structurat de senzori pentru amperaj cuplați cu procesarea adecvată a semnalelor în cadrul unei scheme de detecție polarimetrică. Au fost realizate experimente pentru dezvoltarea acestei tehnici.
	Senzorii cu fibră optică sunt utilizați în tablouri electrice pentru a transmite lumina de la un arc electric la un releu digital de protecție pentru a activa declanșarea rapidă a unui întrerupător ce va reduce energia în explozia arcului electric.

## Senzori Extrinseci
Senzorii extrinseci cu fibră optică utilizează un cablu de fibră optică, în mod normal o fibră optică multimod, pentru a transmite lumina modulată fie de la un senzor fără fibră optică, fie de la un senzor electronic conectat la un transmițător optic. Un beneficiu major al senzorilor extrinseci este capacitatea acestora de a ajunge în locuri greu accesibile. Un exemplu este măsurarea temperaturii în interiorul motorului unui avion cu reacție folosind fibra optică pentru a transmite radiația într-un pirometru localizat în afara motorului. Senzorii extrinseci pot fi, de asemenea, utilizați în același fel pentru a măsura temperatura internă a transformatoarelor electrice, unde prezenta câmpurilor electromagnetice extreme face imposibilă folosirea altor tehnici de măsurare.
	Senzorii extrinseci cu fibră optică oferă protecție excelentă a semnalelor măsurate împotriva influenței zgomotului. Din păcate, mulți senzori convenționali produc o tensiune de ieșire care trebuie convertită într-un semnal optic pentru folosirea acestuia cu fibră optică. De exemplu, în cazul unui termometru cu rezistența din platină, schimbările de temperatură sunt translatate în schimbări ale rezistenței. Prin urmare, PRT-ul trebuie să aibă o sursă de energie electrică. Nivelul de tensiune modulat la ieșirea PRT-ului poate fi apoi injectat în fibră optică prin tipul obijnuit de transmițător. Acest lucru complică procesul de măsurare și presupune rutarea cablurilor de alimentare de joasă tensiune spre un traductor.
	Senzorii extrinseci sunt folosiți pentru a măsura vibrația, rotația, deplasarea, viteza, accelerația, cuplul și răsucirea.